# Saint-Firmin-sur-Loire
Pour les articles homonymes, voir Saint-Firmin.
Saint-Firmin-sur-Loire est une commune française, située dans le département du Loiret en région Centre-Val de Loire.

## Géographie

### Localisation et communes limitrophes

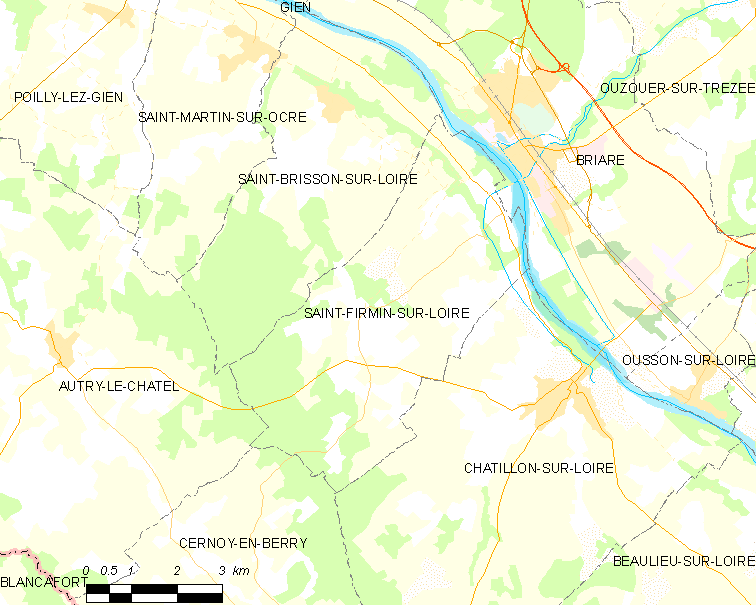
Carte de la commune de Saint-Firmin-sur-Loire et des communes limitrophes.

La commune de Saint-Firmin-sur-Loire se trouve dans le quadrant sud-est du département du Loiret, dans la région agricole du Berry. À vol d'oiseau, elle se situe à 68,9 km  d'Orléans, préfecture du département, à 41,4 km de Montargis, sous-préfecture, et à 4,1 km de Châtillon-sur-Loire, ancien chef-lieu du canton dont dépendait la commune avant mars 2015. La commune fait partie du bassin de vie de Briare dont elle est éloignée de 1,5 km.
Les communes les plus proches sont : Briare (1,5 km), Châtillon-sur-Loire (4,1 km), Saint-Brisson-sur-Loire (4,4 km), Ousson-sur-Loire (5,8 km), Saint-Martin-sur-Ocre (6,6 km), Ouzouer-sur-Trézée (7,7 km), Autry-le-Châtel (10,2 km), Gien (10,5 km), Dammarie-en-Puisaye (10,5 km) et Cernoy-en-Berry (10,9 km).

### Lieux-dits et écarts
Les Avoins, Bédoise, les Beaux-Noirs, la Blottière, les Champions, la Chênelleraie, l'Étang-Chapelle, le Chaloy, les Hézeaux, les Giraudors, le Foussoy, la Gaudinière, les Oiseaux, les Rigauds, les Sassiers.

### Géologie et relief

#### Géologie
La commune se situe dans le sud du Bassin parisien, le plus grand des trois bassins sédimentaires français. Cette vaste dépression, occupée dans le passé par des mers peu profondes et des lacs, a été comblée, au fur et à mesure que son socle s’affaissait, par des sables et des argiles, issus de l’érosion des reliefs alentours, ainsi que des calcaires d’origine biologique, formant ainsi une succession de couches géologiques.
Les couches affleurantes sur le territoire communal sont constituées de formations superficielles du Quaternaire et de roches sédimentaires datant du Cénozoïque, l'ère géologique la plus récente sur l'échelle des temps géologiques, débutant il y a 66 millions d'années, et du Mésozoïque, anciennement appelé Ère secondaire, qui s'étend de −252,2 à −66,0 Ma. La formation la plus ancienne est de la craie blanche à silex remontant à la période Crétacé. La formation la plus récente est des alluvions récentes des lits mineurs remontant à l’époque Holocène de la période Quaternaire. Le descriptif de ces couches est détaillé dans  la feuille « n°432 - Gien » de la carte géologique au 1/50 000ème du département du Loiret, et sa notice associée.

Carte géologique de la commune.

|  | Fz :  | alluvions récentes des lits mineurs, Holocène                                                     |
|  | FC :  | alluvions et colluvions du fond des vallées secondaires, Holocène                                 |
|  | Fy :  | alluvions récentes des levées et montilles de la Loire et des basses terrasses du Loing, Holocène |
|  | Fvb : | alluvions de haute terrasse, Pléistocène (Mindel), terrasse +20 m                                 |

|  | FuL : | alluvions de très haute terrasse de la Loire, Pléistocène (Villafranchien), terrasse +40 m |
|  | qCS : | colluvions à silex de versant, Quaternaires                                                |
|  | qOE : | Limons et Loess, Quaternaire                                                               |

|  | m3-p1SASo : | sables et argiles de Sologne, Langhien supérieur à Pliocène inférieur |

|  | e4PN : | poudingue de Nemours, Paléocène-Éocène inférieur |

|  | e1-4Rc : | complexe argilo-sableux à silex = argiles à silex, Paléocène-Éocène inférieur |

|  | c2Cr : | craie blanche à silex, Turonien |

#### Relief
La superficie cadastrale de la commune publiée par l’Insee, qui sert de références dans toutes les statistiques, est de 24,76 km2,. La superficie géographique, issue de la BD Topo, composante du Référentiel à grande échelle produit par l'IGN, est quant à elle de 25,2 km2. L'altitude du territoire varie entre 126 m et 234 m.

### Hydrographie

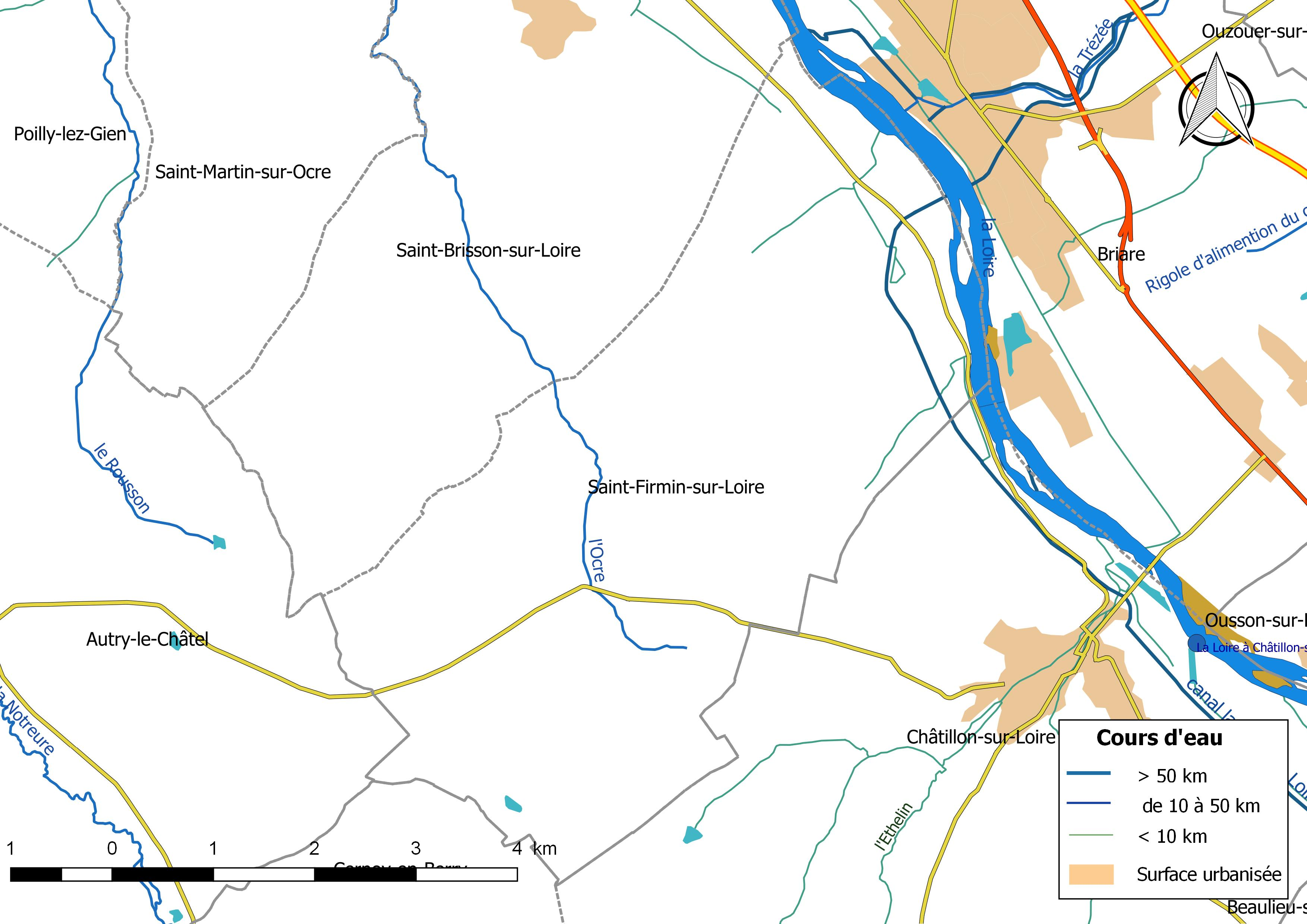
Réseau hydrographique de Saint-Firmin-sur-Loire.

La commune est longée par la Loire (2,178 km) et le canal latéral à la Loire (2,626 km). Le réseau hydrographique communal, d'une longueur totale de 15,66 km, comprend un autre cours d'eau notable, l'Ocre (3,544 km), et six petits cours d'eau.
Le cours de la Loire s’insère dans une large vallée qu’elle a façonnée peu à peu depuis des milliers d’années. Elle traverse le sud du département du Loiret depuis Beaulieu-sur-Loire jusqu'à Beaugency, avec un cours large et lent. La Loire présente des fluctuations saisonnières de débit assez marquées. Son débit est régulé par des barrages amont (Naussac en amont sur l’Allier et Villerest). Ces barrages interviennent pour le soutien d’étiage (débit minimum de 60 m3/s en étiage à Gien) et Villerest permet également d’écrêter les crues. La Loire est un cours d’eau domanial classé en deuxième catégorie piscicole. L'espèce biologique dominante est constituée essentiellement de poissons blancs (cyprinidés) et de carnassiers (brochet, sandre et perche). La station hydrométrique la plus proche située en amont de la commune et servant de référence en cas de crue est celle de Cours-les-Barres [Givry]. Le débit mensuel moyen (calculé sur 51 ans pour cette station) varie de 99 m3/s au mois d'août  à 549 m3/s au mois de février. La Loire connaît toutefois en cas d'intempéries exceptionnelles des pics de débits très importants, le maximum ayant été atteint sur cette station le 6 décembre 2003 avec 3 400 m3/s, la hauteur maximum a également été atteinte ce jour-là avec 4,90 m,, le débit maximum de la Loire ayant été atteint lors des crues de 1856 ou 1866 avec une valeur de l'ordre de 7 000 m3/s. La hauteur maximale a été atteinte en juin 1856 avec5,88 m.
Le canal latéral à la Loire, ouvert en 1838, coule de Digoin à Briare. Long de 196 km, il débute dans le département de Saône-et-Loire, dans la commune de Vitry-en-Charolais (Saône-et-Loire) à la cote 234,60 m, traverse celui de la Nièvre, pénètre dans le  Loiret et rejoint le canal de Briare à Briare à la cote 136,92 m. A Saint-Firmin-sur-Loire, le canal latéral à la Loire franchit la Loire par le célèbre pont-canal de Briare (662 m) auquel ont collaboré les entreprises Daydé & Pillé pour la partie métallique, et Gustave Eiffel pour la maçonnerie. L'ouvrage est conçu par l'ingénieur-en-chef des Ponts-et-Chaussées en poste à Nevers Léonce-Abel Mazoyer (1846-1910), assisté notamment par l'ingénieur ordinaire Charles Sigault. Ce pont-canal, qui évite cinq écluses (dont une de garde) sur le canal latéral et trois sur le canal de Briare, est ouvert à la circulation le 16 septembre 1896.

### Climat
Pour des articles plus généraux, voir Climat du Centre-Val de Loire et Climat du Loiret.
En 2010, le climat de la commune est de type climat océanique dégradé des plaines du Centre et du Nord, selon une étude du CNRS s'appuyant sur une série de données couvrant la période 1971-2000. En 2020, Météo-France publie une typologie des climats de la France métropolitaine dans laquelle la commune est exposée à un climat océanique altéré et est dans la région climatique Centre et contreforts nord du Massif Central, caractérisée par un air sec en été et un bon ensoleillement.
Pour la période 1971-2000, la température annuelle moyenne est de 10,7 °C, avec une amplitude thermique annuelle de 15,2 °C. Le cumul annuel moyen de précipitations est de 699 mm, avec 11 jours de précipitations en janvier et 7,3 jours en juillet. Pour la période 1991-2020, la température moyenne annuelle observée sur la station météorologique de Météo-France la plus proche, sur la commune de Léré à 20 km à vol d'oiseau, est de 11,6 °C et le cumul annuel moyen de précipitations est de 710,5 mm,. Pour l'avenir, les paramètres climatiques de la commune estimés pour 2050 selon différents scénarios d'émission de gaz à effet de serre sont consultables sur un site dédié publié par Météo-France en novembre 2022.

### Milieux naturels et biodiversité

#### Sites Natura 2000
Le réseau Natura 2000 est un réseau écologique européen de sites naturels d’intérêt écologique élaboré à partir des Directives «Habitats » et «Oiseaux ». Ce réseau est constitué de Zones Spéciales de Conservation (ZSC) et de Zones de Protection Spéciale (ZPS). Dans les zones de ce réseau, les États membres s'engagent à maintenir dans un état de conservation favorable les types d'habitats et d'espèces concernés, par le biais de mesures réglementaires, administratives ou contractuelles. L'objectif est de promouvoir une gestion adaptée des habitats tout en tenant compte des exigences économiques, sociales et culturelles, ainsi que des particularités régionales et locales de chaque État membre. les activités humaines ne sont pas interdites, dès lors que celles-ci ne remettent pas en cause significativement l’état de conservation favorable des habitats et des espèces concernés,. Les sites Natura 2000 présents sur le territoire communal de Saint-Firmin-sur-Loire sont au nombre de trois : la « Vallée de la Loire de Tavers à Belleville-sur-Loire », les « Coteaux calcaires ligériens entre Ouzouer-sur-Loire et Briare » et la « Vallée de la Loire du Loiret ».
La « Vallée de la Loire de Tavers à Belleville-sur-Loire » est un SIC (Directive "Habitats") approuvé le 13 avril 2007. D'une superficie de 7 120 ha,il concerne 51 communes. La délimitation de ce site Natura 2000 est très proche de celle correspondant à la Directive Oiseaux. L'intérêt majeur du site repose sur les milieux ligériens liés à la dynamique du fleuve, qui hébergent de nombreuses espèces citées en annexe II de la directive Habitats. Elle se situe dans la frange nord de la commune.
La « Coteaux calcaires ligériens entre Ouzouer-sur-Loire et Briare » est un site reconnu SIC (Directive "Habitats") le  16 novembre 2012  (SIC) puis ZSC le  29 août 2014. La zone d'une superficie totale de 9,98 ha est un des très rares coteaux calcaires du cours moyen de la Loire, situé au niveau du verrou géologique séparant le Berry de l'Orléanais. Sont présentes des pelouses calcaires remarquables, parmi les plus riches du Loiret par le nombre d'espèces d'orchidées. Il s'agit également d'une des rares stations connues de Corydalis solida du Loiret. La zone est enfin un gîte d'hibernation de chauves-souris (ancienne marnière).
La « Vallée de la Loire du Loiret » est une ZPS (Directive "Oiseaux"), reconnue le 4 mai 2007.|Le site s'étend sur 7 684 ha et concerne la vallée de la Loire dans le Loiret et se poursuit en amont et en aval sur les départements voisins. L'intérêt majeur du site repose sur les milieux et les espèces ligériens liés à la dynamique du fleuve. Ces milieux hébergent de nombreuses espèces citées en annexe I de la directive Oiseaux. Le site est caractérisé par la présence de colonies nicheuses de sternes naine et pierregarin et de mouette mélanocéphale. Des sites de pêche du Balbuzard pêcheur sont également présents. Le site est également lieu de reproduction du bihoreau gris, de l'aigrette garzette, de la bondrée apivore, du milan noir, de l'œdicnème criard, du martin-pêcheur, du pic noir, de la pie-grièche écorcheur. Elle se situe dans la frange nord de la commune.

Sélection de représentants de l'avifaune de la zone Natura 2000 « Vallée de la Loire du Loiret ».
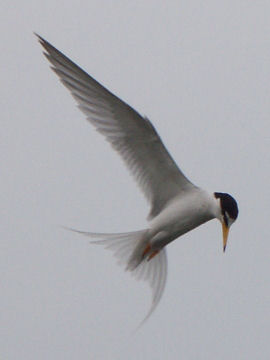
Sterne naine.
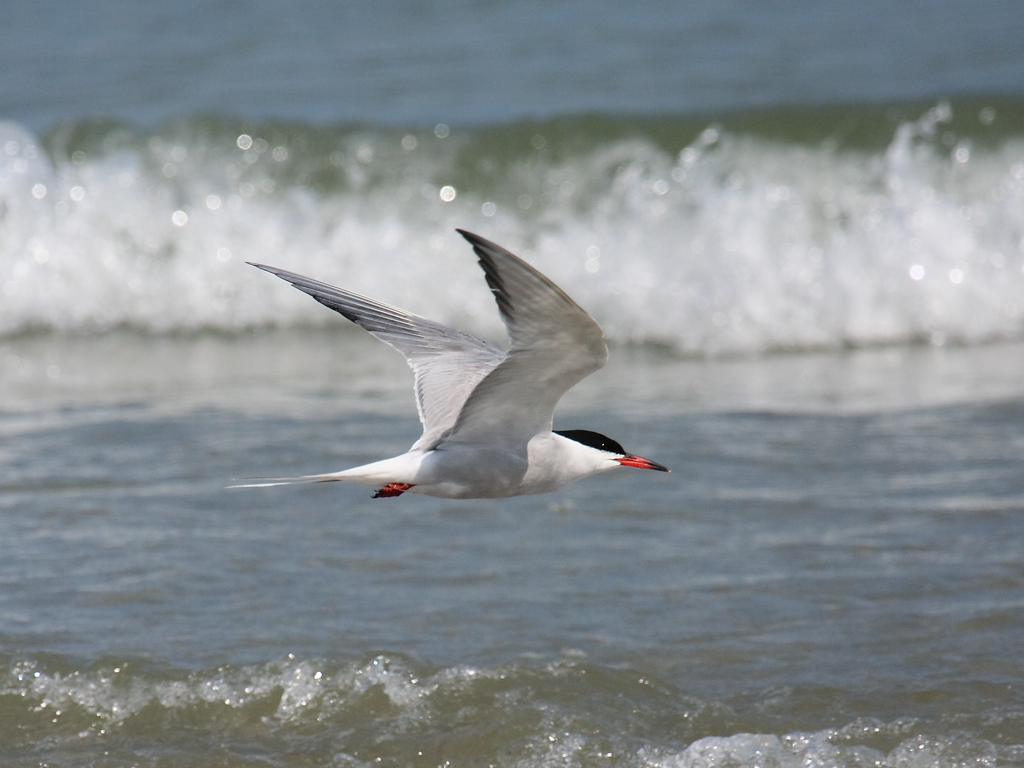
Sterne pierregarin.
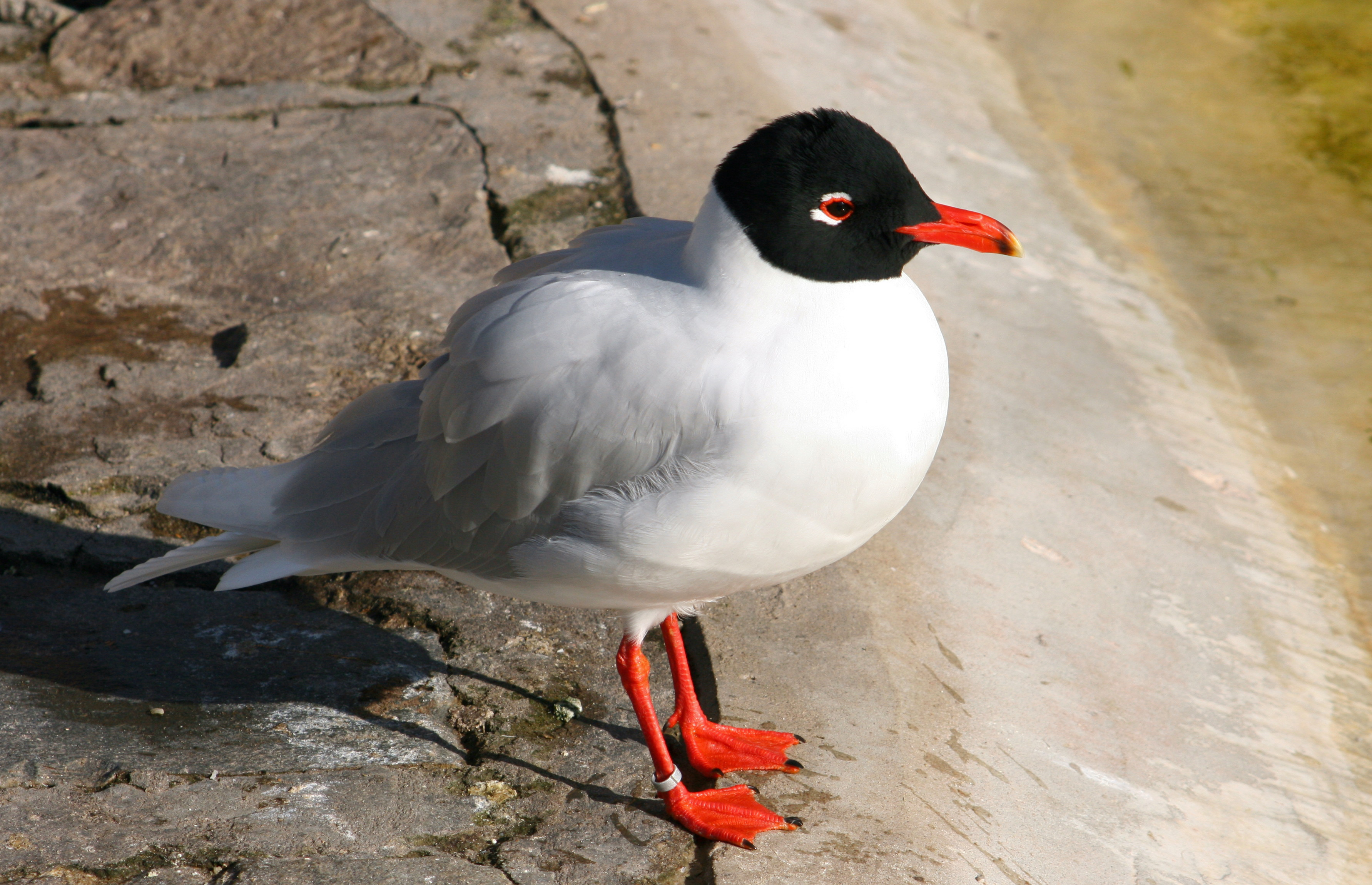
Mouette mélanocéphale.
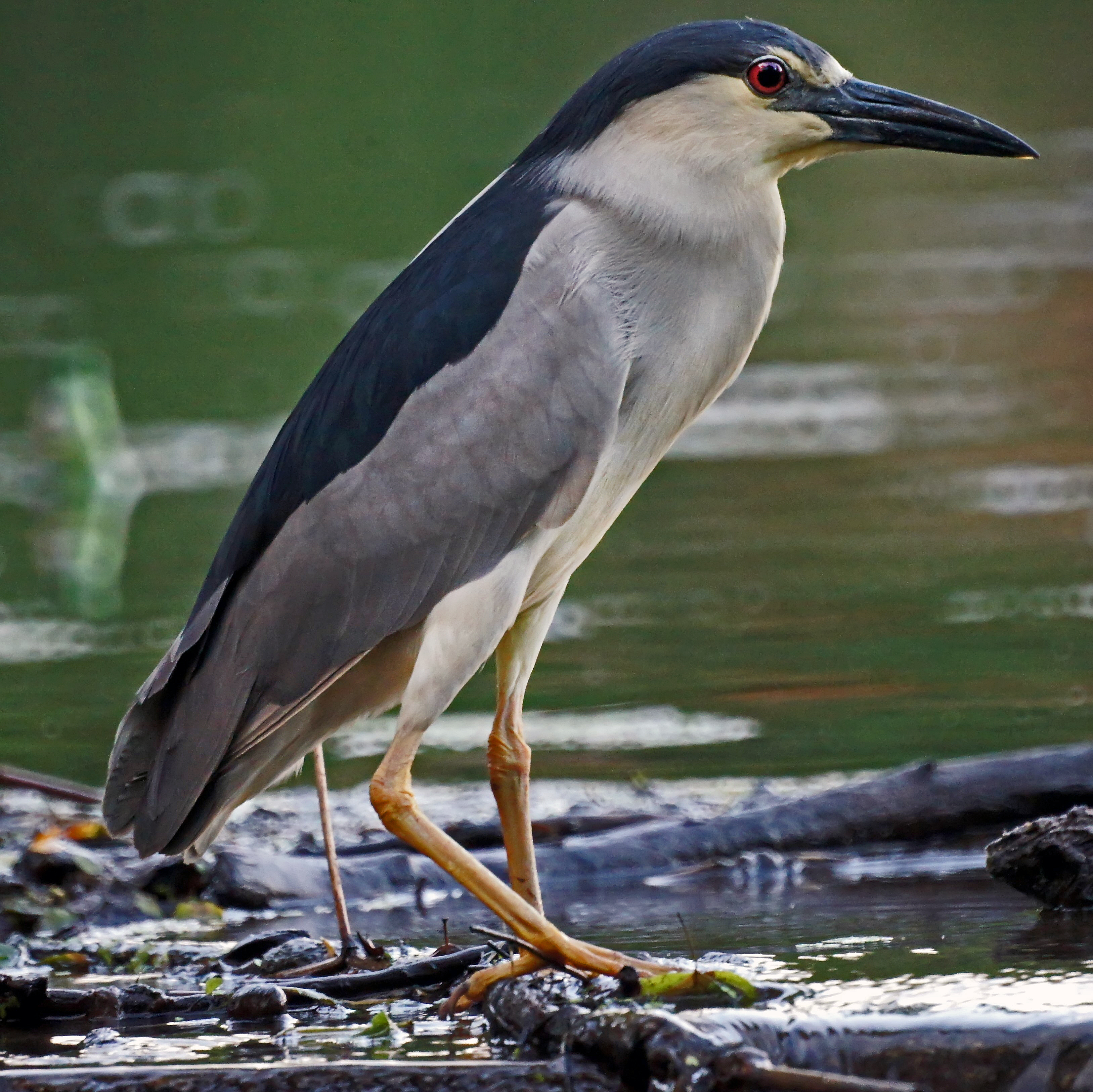
Bihoreau gris.
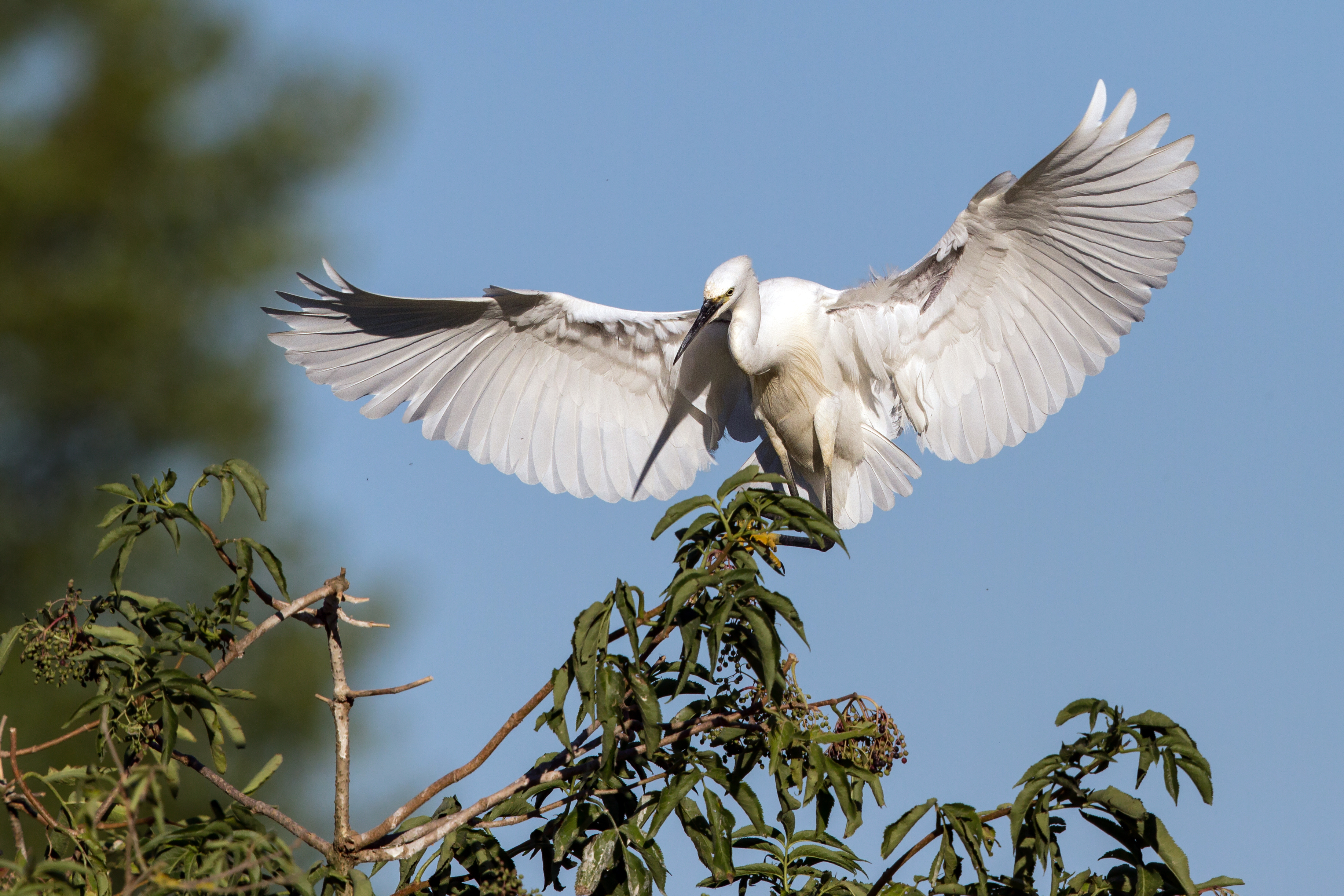
Aigrette garzette.
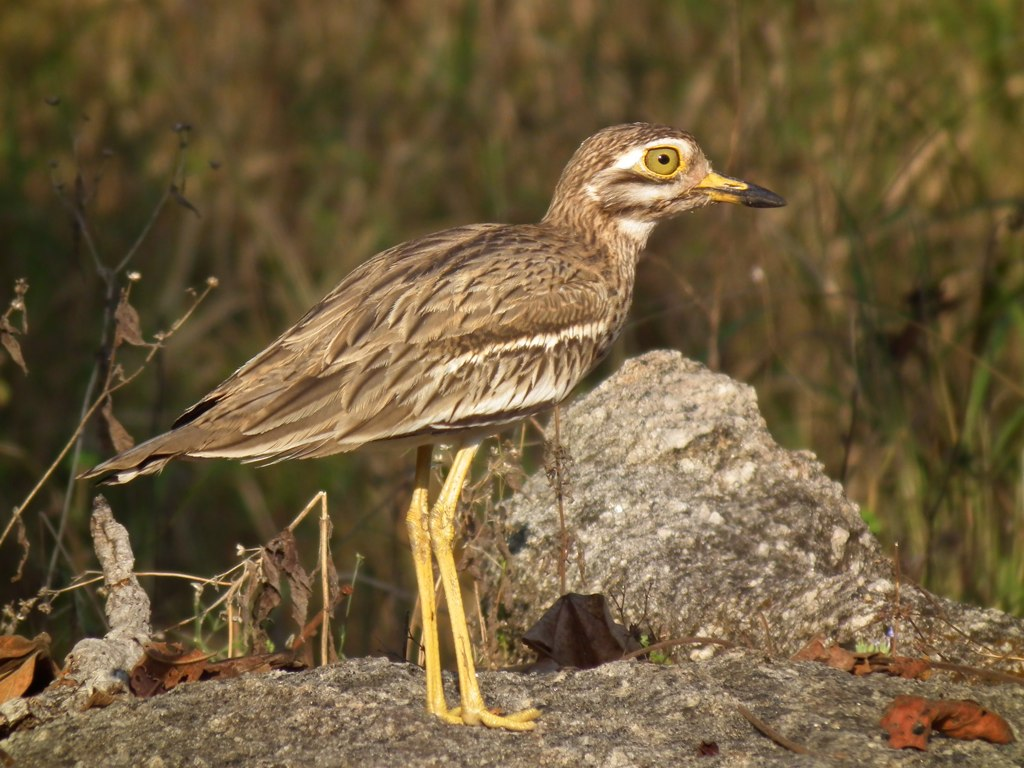
Œdicnème criard.
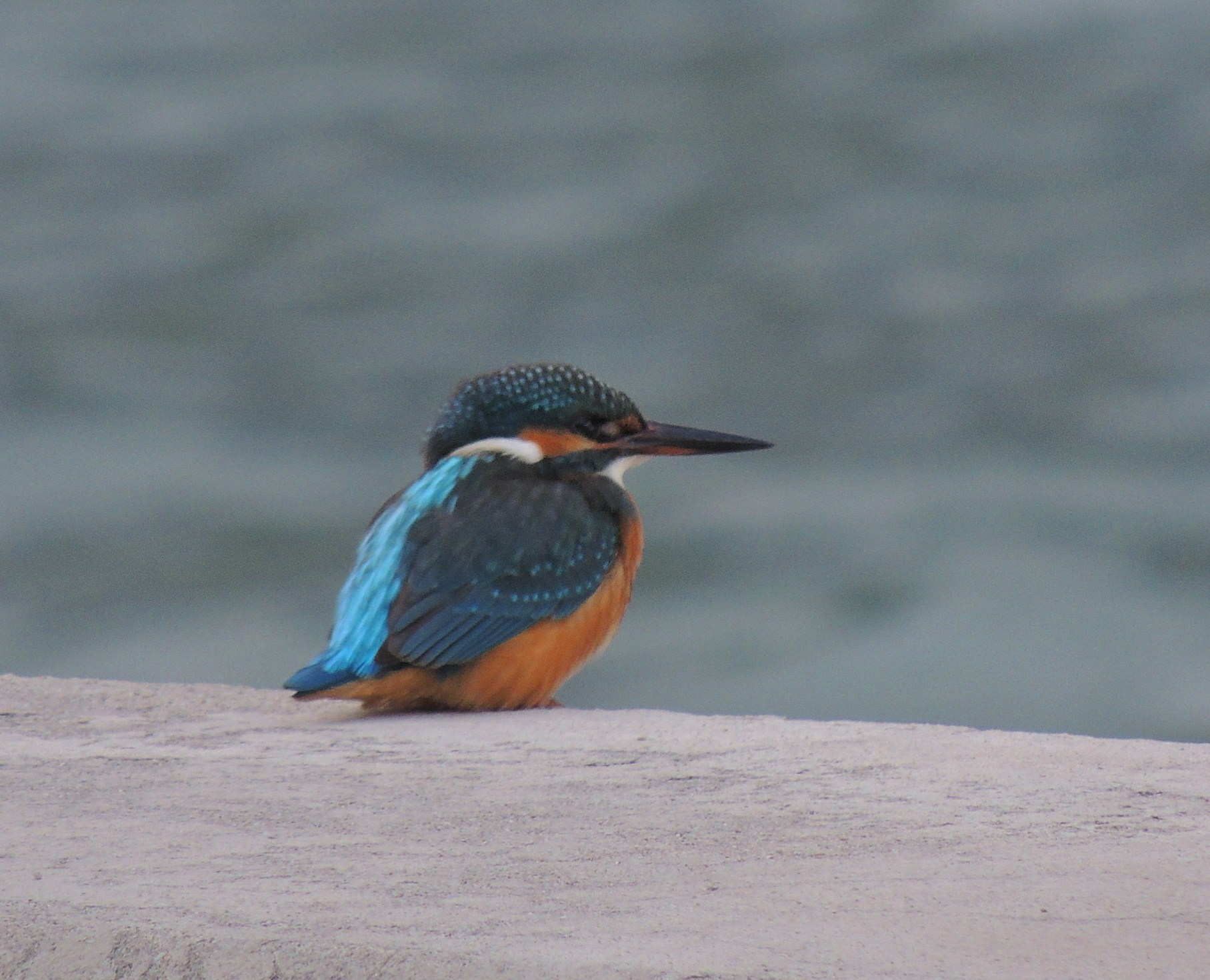
Martin-pêcheur d'Europe.

#### Zones nationales d'intérêt écologique, faunistique et floristique

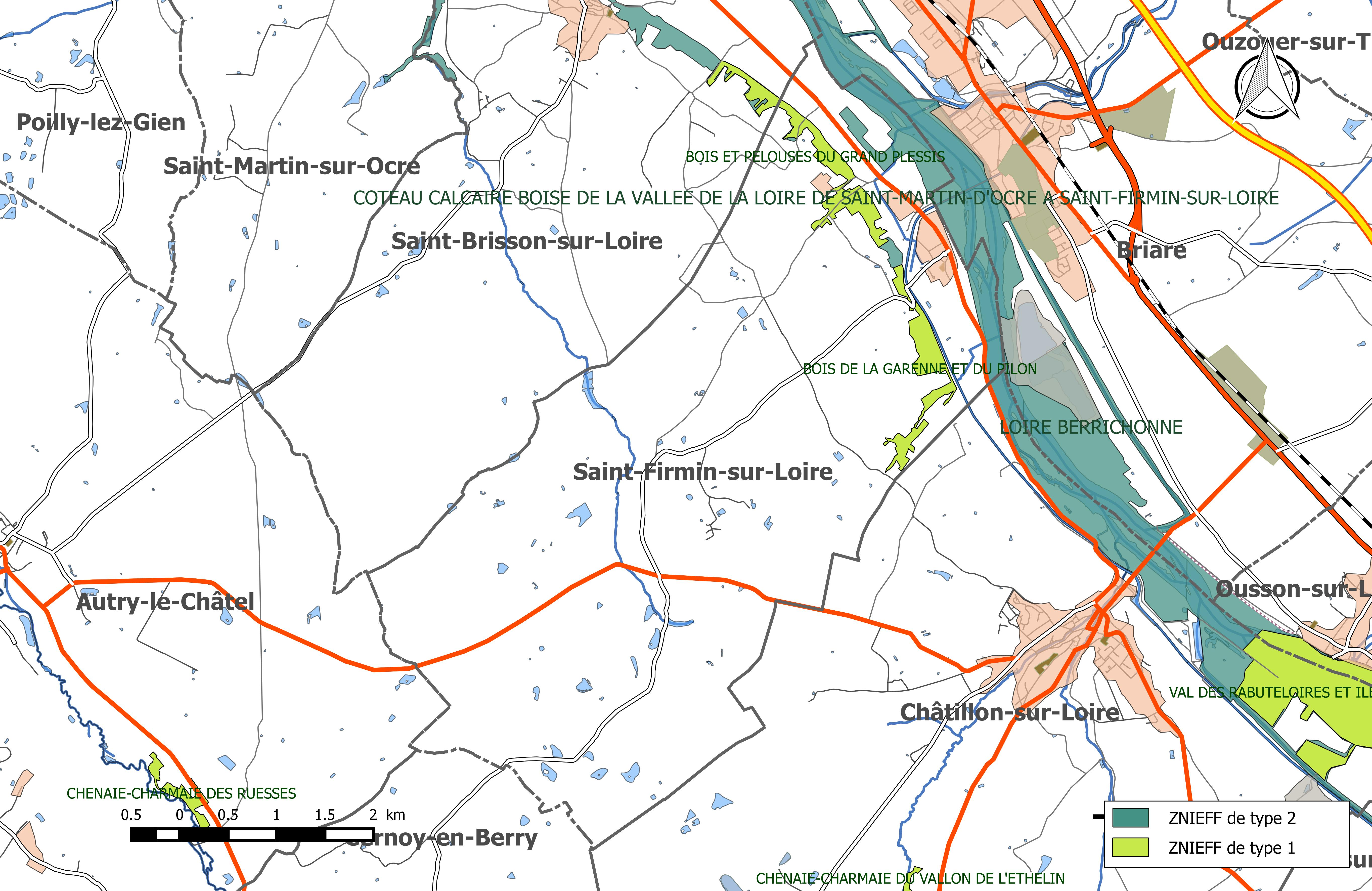
Carte des ZNIEFF de la commune et de ses abords.

L’inventaire des zones naturelles d'intérêt écologique, faunistique et floristique (ZNIEFF) a pour objectif de réaliser une couverture des zones les plus intéressantes sur le plan écologique, essentiellement dans la perspective d’améliorer la connaissance du patrimoine naturel national et de fournir aux différents décideurs un outil d’aide à la prise en compte de l’environnement dans l’aménagement du territoire. Le territoire communal de Saint-Firmin-sur-Loire comprend quatre ZNIEFF : le « bois de la Garenne et du Pilon », les « bois et pelouses du grand Plessis », le « Coteau calcaire boisé de la vallée de la Loire de Saint-Martin-d'Ocre à Saint-Firmin-sur-Loire » et la « Loire berrichonne »
Le « Bois de la Garenne et du Pilon », zone de type 1 de 32 hectares, regroupe les bois de la Garenne, du Pilon et des Vallées. Le premier se situe sur le coteau dominant la Loire, au sud-ouest du bourg de Saint-Firmin. Les deux autres sur les versants ouest d'un vallon. Son altitude varie entre 145 et 175 m. Il s'agit de chênaies sessiliflores et de chênaies pédonculées-charmaies qui abritent trois espèces protégées : Thalictrella thalictroides, Corydalis solida et Polystichum aculeatum. La présence d'une forte concentration de Buxus sempervirens dans le bois de la Garenne semble indiquer un faciès plus thermophile.
Les « Bois et pelouses du grand Plessis », zone de type 1 de 42 hectares, s'étend sur deux communes : Saint-Brisson-sur-Loire et Saint-Firmin-sur-Loire. Son altitude varie entre 135 et 165 m. Elle est constituée de chênaies sessiliflores-charmaies fraîches (et peut-être très localement de chênaies pédonculées-charmaies) situées sur un versant de la vallée de la Loire exposé au nord-est et dans un vallon perpendiculaire à ce versant, abritant de belles populations de scille à deux feuilles (Scilla bifolia), Thalictrella thalictroides et Corydalis solida.
Le « Coteau calcaire boisé de la vallée de la Loire de Saint-Martin-d'Ocre à Saint-Firmin-sur-Loire », zone de type 2 de 141 hectares, s'étend sur les communes de Saint-Brisson-sur-Loire, Saint-Firmin-sur-Loire et Saint-Martin-sur-Ocre. Son altitude varie entre 135 et 175 m. Il s'agit d'un affleurement des calcaires jurassiques, recouvert d'alluvions anciennes. Le versant, parfois abrupt, est localement échancré par des vallons très marqués. Cet espace est aujourd'hui occupé en grande partie par de la chênaie-charmaie neutrophile, abritant localement de belles populations d'espèces végétales vernales protégées : Corydalis solida, Thalictrella thalictroides et Scilla bifolia.
La « Loire berrichonne », zone de type 2 de 7 058 hectares, s'étend sur 31 communes dont 19 dans le Cher et 12 dans le Loiret. La Loire berrichonne (on pourrait dire nivernaise ou bourguignonne) se caractérise par un lit mineur tressé avec de nombreuses îles et grèves. La forêt alluviale occupe une surface bien plus importante que dans les autres sections de la Loire moyenne. Le cours grossièrement orienté nord-sud assure à la fois une fonction de corridor écologique et d'étape migratoire. C'est aussi un secteur important de reproduction de l'avifaune.

## Toponymie
1241 : Apud Sanctum Firminum (Recueil des chartes de Saint-Benoît-sur-Loire, t. 2, p. 148)

1327 : Sanctus Furminus

février 1357 : Sainct Firmin (Archives nationales-JJ 84, no 796, fol. 395

1635 : Le sieur des héritages tenus en fief qui ont appartenu à Jean Bourgeois, de Saint Firmin sur Loire (Archives départementales du Cher-B 1062, art. 56, fol. 6 r°)

1635 : Le sieur d’une pièce de terre contenant un arpent, paroisse de Saint Firmin, qui fut à Estienne Loiseau (Archives départementales du Cher-B 1062, art. 91, fol. 9 v°)

1635 : Le sieur d’une pièce de terre et pastureau contenant 7 septrées assize à Saint Firmin, qui a appartenu à Barthélemy Charis d’Autry (Archives départementales du Cher-B 1062, art. 93, fol. 9 v°)

1740 : Saint Firmin (Bibliothèque municipale d’Orléans, Ms 995, fol. 206)

pluviôse en 2 : Firmin sur Loire (délibération du conseil général de la commune, application du décret du 16 octobre 1793 = 25 vendémiaire an II).

## Histoire
Habité à l'âge de fer et au Ve, Saint-Firmin est ensuite abandonné et on ne trouve plus de documents jusqu'au XVe, époque où son château est un poste avancé de la forteresse de Saint-Brisson. Il s'agit du château de la Motte, construit au XVe et ruiné par les guerres de Religion, puis rebâti.
L'église est fondée au XIIe comme annexe de Saint-Brisson. Elle est sensiblement reconstruite après les guerres de Religion (XVIIe) et améliorée au XIXe ; notamment par l'ajout d'un porche couvert en pierre. Le village étant complètement établi dans le lit majeur de la Loire, il est sous la protection des turcies (levées) et vient à être inondé lorsqu'elles rompent. C'est ainsi que l'église compte parmi les seules du Loiret (avec celle de Bou) à avoir été envahie par la Loire trois fois en trente ans, en 1846, 1856 et 1866. Une plaque le rappelle dans la nef. À chaque fois la paroisse a été secourue par la société Saint-Vincent-de-Paul et les œuvres diocésaines.
Début octobre 2008, le maire, Jean-Marie Cherrier, est arrêté. Il est mis en examen et accusé d’avoir détourné près de 405 000 € dans sa commune, et 308 000 € à Faverelles où il était secrétaire de mairie. Le 12 mars 2009, il est remis en liberté pour raisons de santé, avec une mesure d'éloignement. Le 13 avril 2012, les biens saisis sont vendus aux enchères devant une foule nombreuse. Le 12 mars 2014 il est condamné par le tribunal correctionnel de Montargis à cinq ans d'emprisonnement dont 30 mois ferme, ses complices (femme, fille et gendre) à 18 mois avec sursis ; tous devront indemniser les victimes. Il a annoncé faire appel.
Du fait de ces détournements, la commune est financièrement sinistrée, avec un fort endettement.
Le 15 juin 2016, le tribunal correctionnel de Montargis a condamné l'ancien maire PS Jean-Marie Chérier à rembourser l'intégralité du préjudice. 530 000 € devront être versés à la commune de Saint Firmin-sur-Loire et 400 000 € à Faverelles.

## Urbanisme

### Typologie
Au 1er janvier 2024, Saint-Firmin-sur-Loire est catégorisée commune rurale à habitat dispersé, selon la nouvelle grille communale de densité à sept niveaux définie par l'Insee en 2022.
Elle appartient à l'unité urbaine de Briare, une agglomération intra-départementale regroupant deux  communes, dont elle est une commune de la banlieue,,. Par ailleurs la commune fait partie de l'aire d'attraction de Gien, dont elle est une commune de la couronne,. Cette aire, qui regroupe 29 communes, est catégorisée dans les aires de moins de 50 000 habitants,.

### Occupation des sols
L'occupation des sols de la commune, telle qu'elle ressort de la base de données européenne d’occupation biophysique des sols Corine Land Cover (CLC), est marquée par l'importance des territoires agricoles (69,5 % en 2018), en diminution par rapport à 1990 (70,8 %). La répartition détaillée en 2018 est la suivante : 
terres arables (38,8 %), forêts (28,2 %), prairies (24,5 %), zones agricoles hétérogènes (6,2 %), eaux continentales (2,3 %).
L'évolution de l’occupation des sols de la commune et de ses infrastructures peut être observée sur les différentes représentations cartographiques du territoire : la carte de Cassini (XVIIIe siècle), la carte d'état-major (1820-1866) et les cartes ou photos aériennes de l'IGN pour la période actuelle (1950 à aujourd'hui).

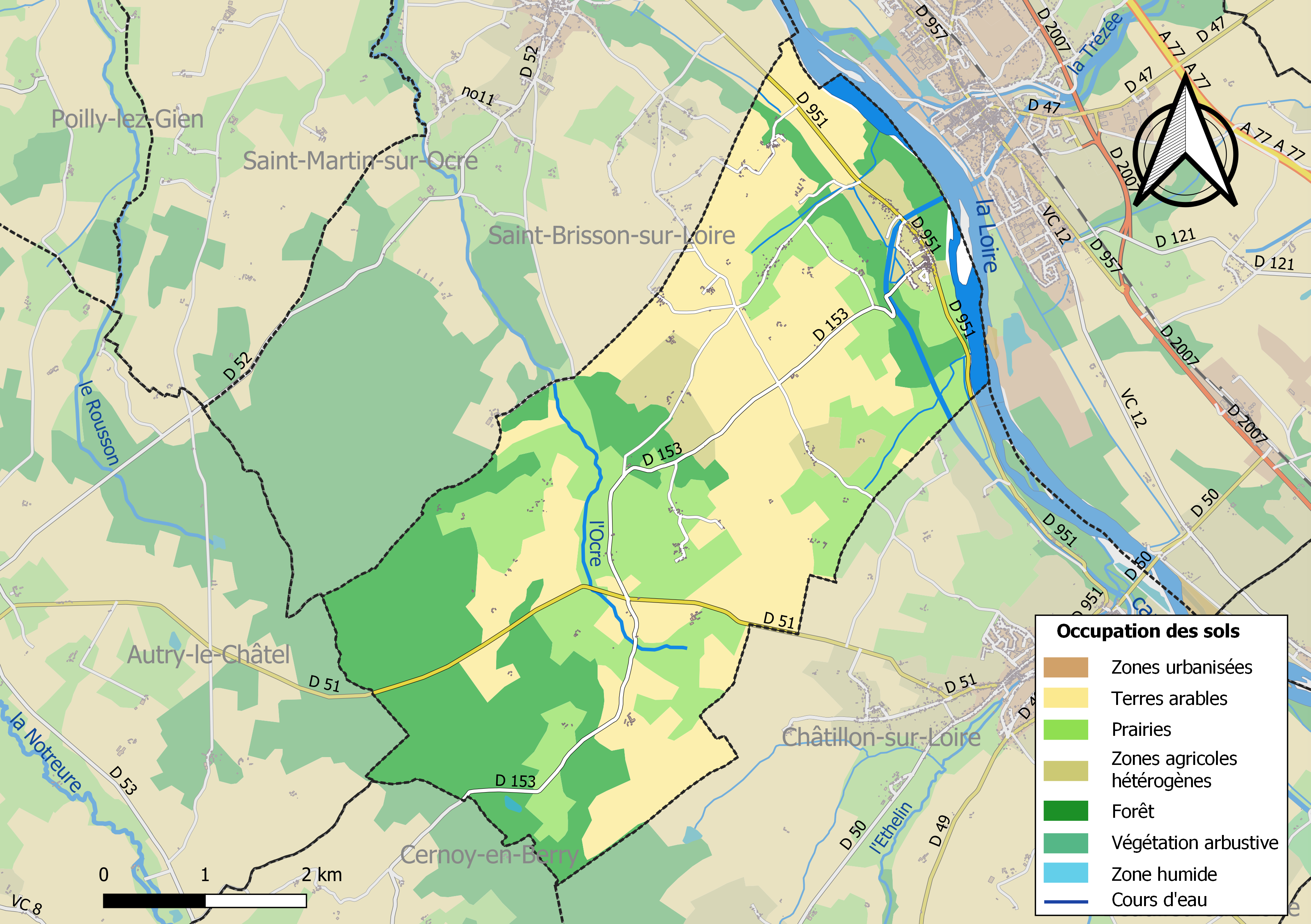
Carte des infrastructures et de l'occupation des sols de la commune en 2018 (CLC).
Carte orthophotographique de la commune en 2016.

### Planification

#### SCoT du pays giennois
La loi SRU du 13 décembre 2000 a incité fortement les communes à se regrouper au sein d’un établissement public, pour déterminer les partis d’aménagement de l’espace au sein d’un SCoT, et ce sous peine de ne plus pouvoir ouvrir à l’urbanisation de nouveaux espaces. En effet, dans certaines conditions, en l’absence de SCoT approuvé, les zones naturelles (N) et les zones d’urbanisation future (AU) ne peuvent plus, sauf dérogation, être ouvertes à l’urbanisation. Tel est le principe posé par l’article L.122-2 du Code de l’urbanisme. En application des dispositions de l'article L.122-18 du Code de l'urbanisme, le Schéma Directeur de la Région de Gien approuvé le 16 juillet 1996 avait été maintenu avec valeur de Schéma de Cohérence Territoriale. Le Schéma regroupait les communes de Coullons, Gien, Nevoy, Poilly-lez-Gien, Saint-Brisson-sur-Loire, Saint-Gondon, Saint-Martin-sur-Ocre. En l'absence de délibération de la communauté des communes giennoises, sur son évolution à l'échéance du délai de 10 ans à compter du 13 décembre 2000, ce SCot est devenu caduc à compter du 13 décembre 2010.
En se dotant de la compétence « élaboration, gestion et suivi d’un Schéma de Cohérence Territoriale à l’échelle du Pays du Giennois » par arrêté préfectoral du 11 mars 2010, le Syndicat mixte du Pays du Giennois s'engage en faveur d’un projet global d’aménagement et de développement durable du territoire du pays du Giennois. Le schéma de cohérence territoriale du pays giennois, qui regroupe 31 communes dont Saint-Firmin-sur-Loire, a ainsi été prescrit le 4 novembre 2010. Le projet de schéma a été arrêté le 30 juin 2015 puis soumis à l'enquête en octobre 2015 et approuvé le 29 mars 2016 et est opposable depuis le 8 avril 2016,.

### Voies de communication et transports

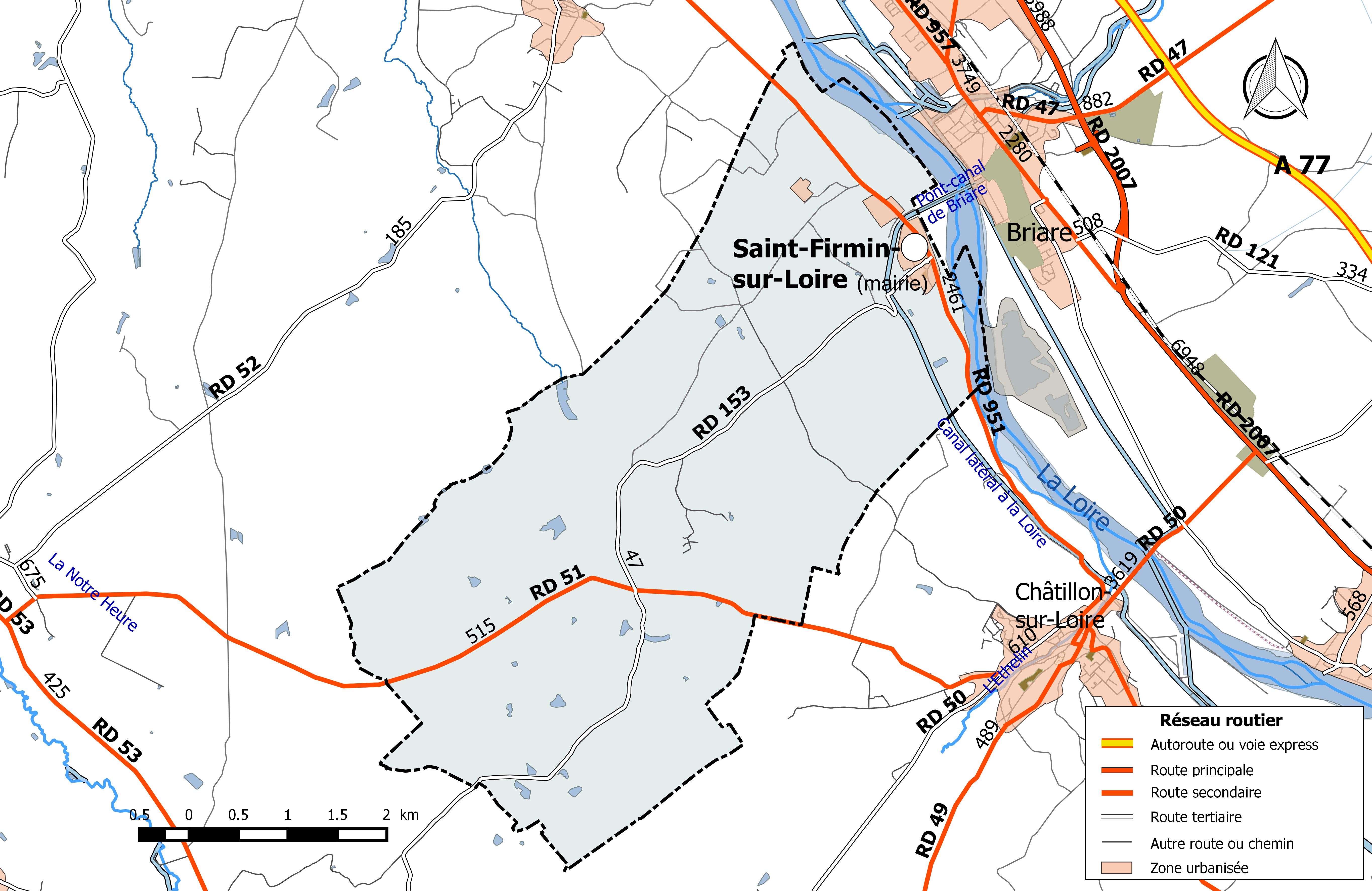
Réseau routier principal de la commune de Saint-Firmin-sur-Loire (avec indication du trafic routier 2014).

#### Infrastructures routières
La commune est traversée par trois routes départementales : la RD 951, la RD 153 et la RD 51.
La RD 951 est l'ancienne route nationale 751, qui avait été créée en 1933 et était définie comme la route de Cosne-sur-Loire à la pointe de Saint-Gildas par la rive gauche de la Loire. La section traversant le Loiret, reliant Beaulieu-sur-Loire à Lailly-en-Val, a été transférée au département du Loiret par arrêté du 22 décembre 1972. En 2014, elle supporte sur le territoire communal un trafic de 2 461 véhicules/jour.
La RD 153, qui relie Saint-Firmin-sur-Loire à Pierrefitte-ès-Bois et la RD 51, qui relie Châtillon-sur-Loire à Isdes sont des routes à faible trafic et supportent en 2014 un trafic inférieur à 600 véhicules/jour.
Complétant ces voies, la commune est sillonnée de plusieurs voies communales et chemins ruraux desservant ses fermes et hameaux et les bourgs environnants.

#### Transports en commun routiers
Saint-Firmin-sur-Loire est desservie par une ligne régulière du réseau d'autocars interurbains Ulys : la ligne 7B qui relie Pierrefitte-ès-Bois à Sully-sur-Loire.
Depuis le 1er janvier 2017, la compétence des services de transports routiers interurbains, réguliers et à la demande est transférée des départements aux régions, et donc localement du département du Loiret à la région Centre-Val de Loire, consécutivement à la loi NOTRe du 7 août 2015.

#### Infrastructures fluviales
La commune est traversée par le canal latéral à la Loire, ouvert en 1838,  un ouvrage hydraulique qui va de Digoin à Briare où il rejoint le canal de Briare. Il permet avec d'autres ouvrages la liaison du Rhône à la Seine.

### Risques naturels et technologiques majeurs
La commune de Saint-Firmin-sur-Loire est vulnérable à différents aléas naturels : inondations (par débordement de la Loire ou de ruisseaux), climatiques (hiver exceptionnel ou canicule), mouvements de terrains ou sismique.
Entre 1999 et 2003, la commune a fait l’objet de cinq arrêtés de reconnaissance de catastrophe naturelle pour les motifs suivants (les années mentionnées sont celles des événements ayant abouti à la reconnaissance de la catastrophe naturelle) : en 1999, après des mouvements de terrains et en 1999 et 2003 pour des inondations par ruissellement et Coulée de boue ou par débordement de la Loire.

#### Risque d'inondation

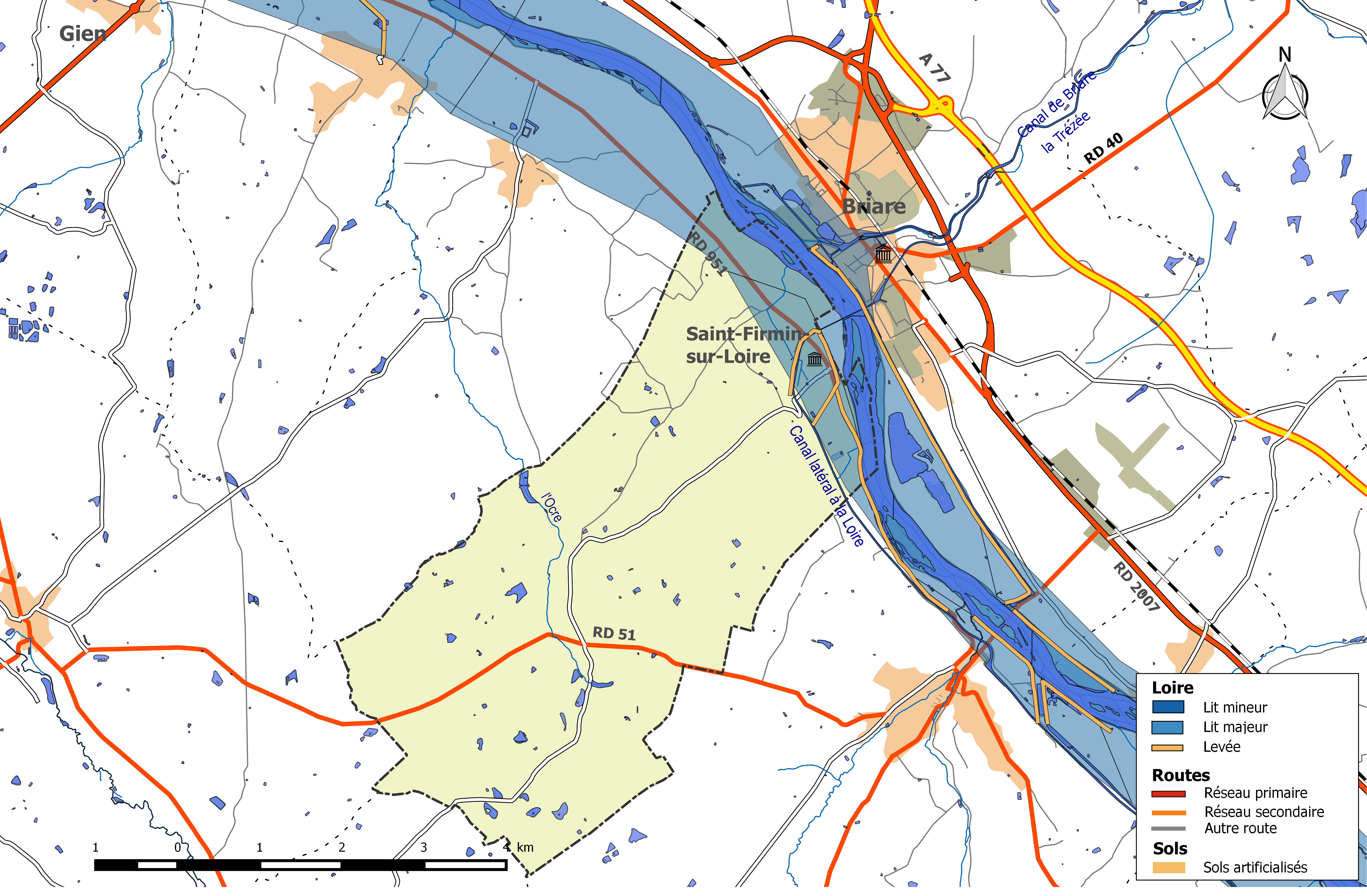
Zone inondable de la commune de Saint-Firmin-sur-Loire.

La Loire est à l'origine des dégâts les plus importants sur la commune en cas de crue majeure. Les crues historiques sont celles de 1846, 1856, 1866 et 1907. Aucune crue n'a atteint depuis 1907 les hauteurs atteintes lors de ces événements catastrophiques.
Le val de Saint-Firmin-sur-Loire s’étend en rive gauche de la Loire sur une longueur totale de 3,7 km environ. Sa superficie totale est de 177 ha. Ce val est composé de deux parties endiguées de 2,5 km de long à l’amont de Saint-Firmin-sur-Loire et d’une partie non protégée à l’aval. La partie endiguée a une superficie d’environ 127 ha. Il n’y a pas de réseau hydrographique notable dans ce val. Le territoire des communes de Châtillon-sur-Loire et Saint-Firmin-sur-Loire sont partiellement situés en zone inondable. L’habitat est en grande partie situé dans la zone endiguée du val. L’occupation du sol est essentiellement agricole en dehors du bourg de St Firmin. Le canal latéral à la Loire borde le val en pied de coteau et traverse la Loire à Saint-Firmin-sur-Loire par le pont-canal de Briare.
La partie amont du val de Saint-Firmin-sur-Loire est protégée par une levée ininterrompue de 2 500 m de long environ, qui part du coteau au niveau de l’île aux Chèvres et vient se rattacher au remblai du pont-canal. Le centre bourg de Saint-Firmin est également protégé par une deuxième digue transversale entre coteau et levée. A l’aval du pont-canal de Briare, le val est ouvert et ne bénéficie d’aucune protection.
L'inondation commence par une crue de type décembre 2003 au lieu-dit "Les Plantes Milan". Les crues fortes submergent la digue de St-Firmin amont et peuvent provoquer la rupture de la digue et une inondation soudaine caractérisée par des hauteurs d'eau supérieures à 2,50 m et des durées de submersion supérieures à 6 jours. L'eau atteint les portes de garde de la digue de ceinture du centre-ville en cas de crue très forte et peut s'y propager en cas de défaillance d'étanchéité.
Le risque d'inondation est pris en compte dans l'aménagement du territoire de la commune par le biais de deux Plans de prévention du risque d'inondation (PPRI) : le PPRI du val de Briare.
Deux documents permettent de définir les modalités de gestion de crise et d'organisation des secours : au niveau départemental, le Dispositif ORSEC départemental spécialisé déclenché en cas d'inondation de la Loire, le plan ORSIL, et au niveau communal le plan communal de sauvegarde.

#### Risque de mouvements de terrain
Le risque de mouvements de terrain consécutifs à la sécheresse est dû à des phases successives de retrait-gonflement des argiles pouvant fragiliser les fondations des bâtiments. La majorité du territoire de la commune est soumis à un aléa « faible » face à ce risque, selon l'échelle définie par le Bureau de recherches géologiques et minières (BRGM), hormis une zone en aléa « moyen » dans la partie sud (hameaux des Oiseaux et du Chênay).

#### Risque sismique
La totalité du département est classée en zone de sismicité « très faible ». À ce titre aucune réglementation spécifique ne s'applique aux constructions dites « à risque normal ».

## Politique et administration

### Découpage territorial

#### Bloc communal: Commune et intercommunalités
La paroisse de Saint Firmin acquiert le statut de municipalité avec le  décret du 12 novembre 1789 de l'Assemblée Nationale puis celui de « commune », au sens de l'administration territoriale actuelle, par le décret de la Convention nationale du 10 brumaire an II (31 octobre 1793). Il faut toutefois attendre la loi du 5 avril 1884 sur l'organisation municipale pour qu'un régime juridique uniforme soit défini pour toutes les communes de France, point de départ de l’affirmation progressive des communes face au pouvoir central.
Aucun événement de restructuration majeure du territoire, de type suppression, cession ou réception de territoire, n'a affecté la commune depuis sa création.
La commune est membre de la communauté de communes du canton de Châtillon-sur-Loire depuis sa création le 29 décembre 1998 jusqu'au 1er janvier 2017, une intercommunalité issue de la transformation en communauté de communes du SIVOM du canton de Châtillon-sur-Loire, créé en décembre 1971. Le 1er janvier 2017 cette structure fusionne avec la communauté de communes du canton de Briare pour former la communauté de communes du Berry Loire Puisaye.

#### Personnalités élues par circonscription électorale de rattachement
Au-delà du maire, premier magistrat administrant la commune, les personnalités élues dont le mandat est relatif à une collectivité à laquelle est rattachée la commune de Saint-Firmin-sur-Loire et représentant donc le territoire communal au sein de chacune de ces collectivités  sont les suivantes :
| Élections       | Élections                     | Circonscription électorale                    | Élu de la circonscription       | Élu de la circonscription | Élu de la circonscription | Élu de la circonscription |
| Niveau          | Type                          | Circonscription électorale                    | Titre                           | Nom                       | Début de mandat           | Fin de mandat             |
| --------------- | ----------------------------- | --------------------------------------------- | ------------------------------- | ------------------------- | ------------------------- | ------------------------- |
| Groupe communal | Municipales et communautaires | Commune de Saint-Firmin-sur-Loire             | Maire                           | Sylvie Blouet             | 2014                      | 2020                      |
| Groupe communal | Municipales et communautaires | Communauté de communes du Berry Loire Puisaye | Président de l'intercommunalité | Alain Bertrand            | 2017                      | 2020                      |
| Département     | Départementales               | Canton de Gien                                | Conseillère départementale      | Nadine Quaix              | 29 mars 2015              | 2021                      |
| Département     | Départementales               | Canton de Gien                                | Conseiller départemental        | Michel Lechauve           | 29 mars 2015              | 2021                      |
| Région          | Régionales                    | Région Centre-Val de Loire                    | Président du conseil régional   | François Bonneau          | 18 décembre 2015          | 2021                      |
| Pays            | Législatives                  | 3e circonscription                            | Député                          | Claude de Ganay           | 18 juin 2017              | juin 2022                 |

#### Circonscriptions de rattachement
La loi du 22 décembre 1789 divise le pays en 83 départements découpés chacun en six à neuf districts eux-mêmes découpés en cantons regroupant des communes. Les districts, tout comme les départements, sont le siège d’une administration d’État et constituent à ce titre des circonscriptions administratives. La commune de Saint Firmin est alors incluse dans le canton de Chatillon (sur Loire), le district de Gien et le département du Loiret.
La recherche d’un équilibre entre la volonté d’organiser une administration dont les cadres permettent l’exécution et le contrôle des lois d’une part, et la volonté d’accorder une certaine autonomie aux collectivités de base (paroisses, bourgs, villes) d’autre part, s’étale de 1789 à 1838. Les découpages territoriaux évoluent ensuite au gré des réformes visant à décentraliser ou recentraliser l'action de l'État. La régionalisation fonctionnelle des services de l'État (1945-1971) aboutit à la création de régions. L'acte I de la décentralisation de 1982-1983 constitue une étape importante en donnant l'autonomie aux collectivités territoriales, régions, départements et communes. L'acte II intervient en 2003-2006, puis l'acte III en 2012-2015.
Le tableau suivant présente les rattachements, au niveau infra-départemental, de la commune de Saint-Firmin-sur-Loire aux différentes circonscriptions administratives et électorales ainsi que l'historique de l'évolution de leurs territoires.
| Circonscription             | Nom                   | Période   | Type                         | Évolution du découpage territorial |
| --------------------------- | --------------------- | --------- | ---------------------------- | --- |
| District                    | Gien                  | 1790-1795 | Administrative               | La commune est rattachée au district de Gien de 1790 à 1795,. La Constitution du 5 fructidor an III, appliquée à partir de vendémiaire an IV (1795) supprime les districts, rouages administratifs liés à la Terreur, mais maintient les cantons qui acquièrent dès lors plus d'importance. |
| Canton                      | Chatillon (sur Loire) | 1790-1801 | Administrative et électorale | Le 10 février 1790, la municipalité de Saint Firmin est rattachée au canton de Chatillon (sur Loire),. Les cantons sont supprimés, en tant que découpage administratif, par une loi du 26 juin 1793, et ne conservent qu'un rôle électoral. Ils permettent l’élection des électeurs du second degré chargés de désigner les députés. Les cantons acquièrent une fonction administrative avec la disparition des districts en 1795. |
| Canton                      | Châtillon-sur-Loire   | 1801-2015 | Administrative et électorale | Sous le Consulat, un redécoupage territorial visant à réduire le nombre de justices de paix ramène le nombre de cantons dans le Loiret de 59 à 31. Saint Firmin est alors rattachée par arrêté du 9 vendémiaire an X (30 septembre 1801) au canton de Châtillon-sur-Loire, sous le nom de Saint-Firmin,. |
| Canton                      | Gien                  | 2015-     | Électorale                   | La loi du 17 mai 2013 et ses décrets d'application publiés en février et mars 2014 introduisent un nouveau découpage territorial pour les élections départementales. La commune est alors rattachée au nouveau canton de Gien. Depuis cette réforme, plus aucun service de l'État n'exerce sa compétence sur un territoire s'appuyant sur le nouveau découpage cantonal. Le canton a disparu en tant que circonscription administrative de l'État ; il est désormais uniquement une circonscription électorale destinée à l'élection d'un binôme de conseillers départementaux siégeant au conseil départemental. |
| Arrondissement              | Gien                  | 1801-1926 | Administrative               | Saint-Firmin est rattachée à l'arrondissement de Gien par arrêté du 9 vendémiaire an X (30 septembre 1801),. |
| Arrondissement              | Montargis             | 1926-     | Administrative               | Sous la Troisième République, en raison d'un endettement considérable et de l'effort nécessaire pour la reconstruction post-Première Guerre mondiale, la France traverse une crise financière. Pour réduire les dépenses de l’État, Raymond Poincaré fait voter plusieurs décrets-lois réformant en profondeur l’administration française : 106 arrondissements sont ainsi supprimés, dont ceux de Gien et de Pithiviers dans le Loiret par décret du 10 septembre 1926. Saint-Firmin-sur-Loire est ainsi transférée de l'arrondissement de Gien à celui de Montargis,.                                           |
| Circonscription législative | 3e circonscription    | 2010-     | Électorale                   | Lors du découpage législatif de 1986, le nombre de circonscriptions législatives passe dans le Loiret de 4 à 5. Un nouveau redécoupage intervient en 2010 avec la loi du 23 février 2010. En attribuant un siège de député « par tranche » de 125 000 habitants, le nombre de circonscriptions par département varie désormais de 1 à 21,. Dans le Loiret, le nombre de circonscriptions passe de cinq à six. Saint-Firmin-sur-Loire, initialement rattachée à la quatrième circonscription, est, après 2010, rattachée à la troisième circonscription.                                                           |

#### Collectivités de rattachement
La commune de Saint-Firmin-sur-Loire est rattachée au département du Loiret et à la région Centre-Val de Loire, à la fois circonscriptions administratives de l'État et collectivités territoriales.

### Politique et administration municipales

#### Conseil municipal et maire
Depuis les élections municipales de 2014, le conseil municipal de Saint-Firmin-sur-Loire, commune de moins de 1 000 habitants, est élu au scrutin majoritaire plurinominal à deux tours, les électeurs pouvant modifier les listes, panacher, ajouter ou supprimer des candidats sans que le vote soit nul,  pour un mandat de six ans renouvelable. Il est composé de 15 membres. L'exécutif communal est constitué par le maire, élu par le conseil municipal parmi ses membres, pour un mandat de six ans, c'est-à-dire pour la durée du mandat du conseil. Sylvie Blouet est maire depuis 2009.
| Période                                  | Période  | Identité       | Étiquette | Qualité        |
| ---------------------------------------- | -------- | -------------- | --------- | -------------- |
| mai 2009                                 | En cours | Sylvie Blouet, | DVD       | Ancienne cadre |
| Les données manquantes sont à compléter. |          |                |           |                |

## Équipements et services

### Gestion de l'eau

#### Eau potable
Le service public d’eau potable est une compétence obligatoire des communes depuis l’adoption de la loi du 30 décembre 2006 sur l’eau et les milieux aquatiques. Au 31 décembre 2016, la production et la distribution de l'eau potable sur le territoire communal sont assurées par le  la commune elle-même.
La loi NOTRe du 7 août 2015 prévoit que le transfert des compétences « eau et assainissement » vers les communautés de communes sera obligatoire à compter du 1er janvier 2020. Le transfert d’une compétence entraîne  de  facto  la  mise  à disposition  gratuite  de  plein droit des biens, équipements et services publics utilisés, à la date du transfert, pour l'exercice de ces compétences et la substitution de la communauté dans les droits et obligations des communes,.

#### Eaux usées
La compétence assainissement, qui recouvre obligatoirement la collecte, le transport et l’épuration des eaux usées, l’élimination des boues produites, ainsi que le contrôle des raccordements aux réseaux publics de collecte, est assurée  par la commune elle-même.
La commune est raccordée à une station d'épuration située sur le territoire communal mise en service le 1er janvier 1979 et dont la capacité nominale de traitement est de  400 EH, soit 60 m3/jour. Cet équipement utilise un procédé d'épuration biologique dit « à boues activées ». Son exploitation est assurée par la commune,.
L’assainissement non collectif (ANC) désigne les installations individuelles de traitement des eaux domestiques qui ne sont pas desservies par un réseau public de collecte des eaux usées et qui doivent en conséquence traiter elles-mêmes leurs eaux usées avant de les rejeter dans le milieu naturel. En 2016, c'est la communauté de communes du canton de Châtillon-sur-Loire qui assure le service public d'assainissement non collectif (SPANC), qui a pour mission de vérifier la bonne exécution des travaux de réalisation et de réhabilitation, ainsi que le bon fonctionnement et l’entretien des installations.

### Gestion des déchets
En  2016, la commune est membre du syndicat mixte de collecte et de traitement des ordures ménagères des cantons de Gien, Châtillon Coligny, Briare et Châtillon-sur-Loire (SMICTOM). Celui-ci assure la collecte et le traitement des ordures ménagères résiduelles en porte à porte, des emballages ménagers recyclables, des encombrants et du verre en points d’apport volontaire. Un réseau de sept déchetteries accueille les encombrants et autres déchets spécifiques (déchets verts, déchets dangereux, gravats, ferraille, cartons…). La déchèterie la plus proche est située sur la commune de Briare,. L'élimination et la valorisation énergétique des déchets ménagers et de ceux issus de la collecte sélective sont effectuées par le SYCTOM de Gien-Châteauneuf-sur-Loire qui comprend un centre de transfert de déchets ménagers et un centre de stockage de déchets ultimes (CSDU) de classe II à Saint-Aignan-des-Gués ainsi qu'une usine d’incinération des ordures ménagères à Gien-Arrabloy
Depuis le 1er janvier 2017, la « gestion des déchets ménagers » ne fait plus partie des compétences de la commune mais est une compétence obligatoire de la communauté de communes du Berry Loire Puisaye en application de la loi NOTRe du 7 août 2015.

## Population et société

### Démographie
L'évolution du nombre d'habitants est connue à travers les recensements de la population effectués dans la commune depuis 1793. Pour les communes de moins de 10 000 habitants, une enquête de recensement portant sur toute la population est réalisée tous les cinq ans, les populations de référence des années intermédiaires étant quant à elles estimées par interpolation ou extrapolation. Pour la commune, le premier recensement exhaustif entrant dans le cadre du nouveau dispositif a été réalisé en 2008.
En 2022, la commune comptait 509 habitants, en évolution de −4,68 % par rapport à 2016 (Loiret : +1,89 %, France hors Mayotte : +2,11 %).
| 1793 | 1800 | 1806 | 1821 | 1831 | 1836 | 1841 | 1846 | 1851 |
| ---- | ---- | ---- | ---- | ---- | ---- | ---- | ---- | ---- |
| 370  | 455  | 624  | 723  | 762  | 797  | 802  | 826  | 938  |

| 1856 | 1861 | 1866 | 1872 | 1876 | 1881 | 1886 | 1891 | 1896 |
| ---- | ---- | ---- | ---- | ---- | ---- | ---- | ---- | ---- |
| 880  | 869  | 868  | 834  | 823  | 802  | 811  | 919  | 875  |

| 1901 | 1906 | 1911 | 1921 | 1926 | 1931 | 1936 | 1946 | 1954 |
| ---- | ---- | ---- | ---- | ---- | ---- | ---- | ---- | ---- |
| 801  | 800  | 786  | 674  | 648  | 561  | 587  | 540  | 510  |

| 1962 | 1968 | 1975 | 1982 | 1990 | 1999 | 2006 | 2008 | 2013 |
| ---- | ---- | ---- | ---- | ---- | ---- | ---- | ---- | ---- |
| 503  | 475  | 445  | 465  | 509  | 554  | 516  | 510  | 536  |

| 2018 | 2022 | - | - | - | - | - | - | - |
| ---- | ---- | - | - | - | - | - | - | - |
| 508  | 509  | - | - | - | - | - | - | - |

## Culture locale et patrimoine

### Lieux et monuments
- Le pont-canal de Briare, pont-canal reliant les communes de Briare et de Saint-Firmin-sur-Loire, conçu par l'entreprise Eiffage, le pont-canal a vu ses piles dessinées par Gustave Eiffel.
- L’église Saint-Firmin des XIIe, XVIe et XIXe siècles.
- La maison du Passeur du XIXe siècle.
- La commune est située dans la zone de protection spéciale vallée de la Loire du Loiret du réseau Natura 2000[119].